# Debbie Armstrong
Deborah Rae "Debbie" Armstrong (Seattle, 6 december 1963) is een Amerikaanse oud-alpineskiester. In 1984 werd ze olympisch kampioene op de reuzenslalom.

## Resultaten

### Titels
- Olympisch kampioene reuzenslalom - 1984

### Olympische Spelen
| Jaar | Plaats   | Resultaten       |
| ---- | -------- | ---------------- |
| 1984 | Sarajevo | Reuzenslalom     |
| 1988 | Calgary  | 13e Reuzenslalom |

### Wereldkampioenschappen
| Jaar | Plaats        | Resultaten              |
| ---- | ------------- | ----------------------- |
| 1985 | Bormio        | 4e Reuzenslalom         |
| 1987 | Crans-Montana | 6e Super-G 13e Afdaling |

### Wereldbeker

#### Eindklasseringen
| Seizoen   | Algm | AD  | RS  | SG  | SC  |
| --------- | ---- | --- | --- | --- | --- |
| 1982/1983 | 33e  | 19e | 26e | -   | 20e |
| 1983/1984 | 24e  | 37e | 12e | -   | 15e |
| 1984/1985 | 20e  | 23e | 16e | -   | 19e |
| 1985/1986 | 35e  | 21e | -   | 20e | 17e |
| 1986/1987 | 22e  | 12e | 18e | 20e | -   |
| 1987/1988 | 94e  | -   | 32e | -   | -   |

1952: Andrea Mead-Lawrence ·
1956: Ossi Reichert ·
1960: Yvonne Rüegg ·
1964: Marielle Goitschel ·
1968: Nancy Greene ·
1972: Marie-Therese Nadig ·
1976: Kathy Kreiner ·
1980: Hanni Wenzel ·
1984: Debbie Armstrong ·
1988: Vreni Schneider ·
1992: Pernilla Wiberg ·
1994: Deborah Compagnoni ·
1998: Deborah Compagnoni ·
2002: Janica Kostelić ·
2006: Julia Mancuso ·
2010: Viktoria Rebensburg ·
2014: Tina Maze ·
2018: Mikaela Shiffrin ·
2022: Sara Hector